# کراینبرگماینده
کراینبرگماینده (به آلمانی: Krayenberggemeinde) یک شهر در آلمان است که در وارتبورگکرایس واقع شده‌است. کراینبرگماینده ۵٬۳۲۹ نفر جمعیت دارد.